# Духинский, Франциск
Франци́шек (Франциск) Ге́нрик Духи́нский  (пол. Franciszek Henryk Duchiński) (1816 — 13 июля 1893) — польский этнограф и историк, вице-президент парижского этнографического общества, член Société d’anthropologie de Paris и Société de géographie, один из основателей и секретарь Società per l’alleanza Italo-Slava (Турин, 1849). Автор собственной версии туранской теории, признанной псевдонаучной — гипотезы о неславянском происхождении русских.

## Биография
Родился Францишек Генрик Духинский в 1816 году в обедневшей польской шляхетской семье на Правобережной Украине.
Он посещал Кармелитскую школу в Бердичеве и школу Базилиан в Умани.
В 1834 году поселился в Киеве, где следующие двенадцать лет зарабатывал на жизнь, работая учителем в польских аристократических семьях.
Первые его работы на польском и русском языках относились к вопросу о первоначальных отношениях между Россией и Польшей. В 1846 году Духинский эмигрировал во Францию, был профессором польской школы в Париже, позднее хранителем польского музея в Рапперсвилле, в Швейцарии. Похоронен в Монморанси (Валь-д'Уаз, Франция).
Жена — Северина Духинская (1815—1905), польская писательница, член Société d’anthropologie de Paris и Société de géographie.

## Взгляды
Его попытки создать новую теорию славянской этнографии доставили ему весьма широкую известность; самая теория эта одно время принималась как нечто твёрдо установленное значительной частью западноевропейской литературы (например, Анри Мартеном). О тезисах Духинского в одном из писем одобрительно высказался Карл Маркс; позже он всегда называл мнение Духинского ошибочным. Но «хотел бы, чтобы Духинский оказался прав и чтобы по крайней мере этот взгляд стал господствовать среди славян». В действительности, однако, теория Духинского представляла собою лишь стремление облечь в форму научной системы политические мечтания и чувства польской эмиграции. Основанием теории служит мысль, что великоруссы или, как называет их Духинский, «москали», не принадлежат к славянскому и даже к «арийскому племени», а составляют отрасль племени туранского наравне с монголами и напрасно присваивают себе имя русских, которое принадлежит по справедливости только малороссам и белоруссам, близким к полякам по своему происхождению. Самый язык, которым в настоящее время говорят «москали», есть искусственно заимствованный и испорченный ими язык церковнославянский, вытеснивший существовавший прежде какой-то народный туранский язык. В доказательство «туранства» великоруссов Духинский приводит автократическую форму правительства («царат»), несвойственную будто бы «арийским» племенам, существование у них «коммунизма», тогда как «арийцев» отличает индивидуальная собственность, склонность к кочеванию, будто бы существующую у великоруссов наравне со всеми туранцами, наконец, малое развитие среди великорусского племени городов и городской жизни. Естественная, по Духинскому, граница туранского племени — Днепр, Двина и «речки Финляндии».
Интерес «арийской» Европы требует восстановления славянского польского государства, которое охватило бы родственные племена малоруссов и белоруссов и послужило бы для Западной Европы оплотом от туранского могущества москалей. Учение Духинского, соответствовавшее укоренившейся тогда среди поляков идее об «избранничестве» польского народа, было принято большинством польской интеллигенции с восторгом, а люди, более сознательно относившиеся к вопросу, не всегда имели возможность высказать своё настоящее мнение.
В русской литературе теория Духинского встретила наиболее серьёзную критику в статьях Н. И. Костомарова, в частности в «Правде полякам о Руси». Постепенно авторитет теории стал падать, и в самом польском обществе громче становились голоса критиков. В 1886 г. профессор Дерптского университета Бодуэн де Куртене издал в Кракове брошюру («Z роwodu jubileuszu profesora Duchińskiego»), в которой отрицал за теорией Духинского всякое научное значение и признавал «празднование народом юбилея г. Духинского юбилеем хронического патриотического заблуждения». Русский пересказ этой брошюры с несколькими добавочными замечаниями сделал А. Н. Пыпин в статье «Тенденциозная этнография» .

## Главные труды Духинского
1. «Zasady dziejów Polski i innych krajów słowiańskich» (П., 1858—61);
2. «Polacy w Turcyi» (Л., 1858),
3. «Treść lekcyi historyi polskiéj wykładanych w Paryży» (П., 1860);
4. «Pologne et Ruthénie. Origines slaves» (П., 1861);
5. «Dopełnienie do trzech cześći zasad dziejów etc.» (П., 1863);
6. «Nécessité des réformes dans l’exposition de l’histoire des peuples Aryâs-Européens et Tourans» (П., 1864);
7. «Peuples Aryâs et Tourans, agriculteurs et nomades» (1864).